# Ramon Valls i Pujol
Ramon Valls i Pujol (Solsona, 23 de setembre del 1911 – 2 de juny del 1981) va ser un escriptor solsoní.

## Biografia
Fill d'un telegrafista, Lluís Valls i Bajona, i d'Adela Pujol i Llanes. Procedia d'una arrelada i fervorosa família solsonina, on hi havia el seu oncle Domènec Valls i Bajona, advocat i fundador de l'arxiu municipal, i mossèn Ramon Pujol, que fou un famós organista de la catedral. Després de fer els estudis elementals, es va traslladar a Barcelona per estudiar administració local. Volia ser secretari, però va començar a perdre la vista. Uns anys després d'acabada la guerra civil es va quedar cec a causa d'un glaucoma. La ceguesa li va impedir de treballar en l'ofici que havia après, però no el destorbà de dedicar-se al que més li agradava: llegir i escriure (en Braille) i tocar l'acordió.
Tota la seva vida va participar activament de la vida cultural, social i fins i tot política solsonina: durant la Segona República Espanyola, als anys trenta, va ésser secretari de la Joventut Catalanista de Solsona i sa Comarca i va formar part del grup independentista Nosaltres Sols. Va cantar a l'escolania del Claustre, més endavant va ser membre de l'Orfeó Nova Solsona, i impulsor i membre actiu de la Taula Rodona.

## Obra literària
Va participar en els Jocs Florals de Barcelona l'any 1933 amb l'obra La veu humana. Amunt els cors. El 1942 va escriure el poema dramàtic en dos actes La llar retrobada, que s'estrenà l'any 1949 a cal Jalmar (situat al començament del passeig del Pare Claret). L'any 1954 es va estrenar, també a cal Jalmar, La mamà de Celi, comèdia dramàtica en tres actes i en vers. El 1958 publicà A la llum del roseret, poemes sobre records d'infantesa, poemes amorosos i sobre Solsona i la Verge del Claustre. L'any 1961 l'Orfeó Nova Solsona estrenà La Sardana de Solsona escrita per Ramon Valls l'any 1950 i musicada per Joan Roure. Durant els anys del franquisme, anys de persecució de la llengua catalana, mai no va deixar d'escriure en aquesta llengua i fins i tot en els programes de Festa Major, que eren tots en castellà, hi apareixien els seus poemes. El 1976 va presentar al concurs literari López-Picó un recull de poemes titulat De tu i per tu, editat el 1980 pel Cercle Artístic i Cultural del Solsonès. El 1982, Gràfiques Muval li va publicar el llibre 'Poesies i l'any 2000, es va editar en dos volums A la llum del roseret.